# Mezinárodní organizace pro civilní letectví
Mezinárodní organizace pro civilní letectví (ICAO, International Civil Aviation Organization) je mezivládní organizace přidružená k OSN, která pomáhá koordinovat mezinárodní civilní letectví. Sídlí v Montréalu v Kanadě.

## Historie
ICAO vzniklo Chicagskou úmluvou ze dne 7. prosince 1944, kterou podepsalo 52 států, mezi nimi také Československo (vyhlášena jako zákon č. 147/1947 Sb.). Dohoda nabyla platnosti ke dni 4. dubna 1947 po ratifikaci polovinou členů a uložením ve Vládním archivu USA, Washington, D.C. V říjnu téhož roku se ICAO stalo specializovanou organizací Spojených národů.
K základní dohodě o vzniku ICAO se váže 19 příloh, tzv. annexů, v řadě Annex 1 až Annex 19. Tyto annexy obsahují standardy a doporučené postupy pro mezinárodní civilní letecký provoz; při svém schválení v ICAO jsou pro členské státy doporučením, které je posléze přebíráno jednotlivými státy jako zákonná norma, tzv. Letecký zákon. V českém zákonodárství tyto annexy tvoří letecké předpisy L1 až L19.

## Cíle
Cílem ICAO, definovaným v Chicagské dohodě, je rozvoj mezinárodního civilního letectví bezpečným a spořádaným způsobem tak, aby mezinárodní doprava byla založena na rovnosti příležitostí a mohla fungovat spolehlivě a ekonomicky. ICAO zdůrazňuje ve svých dokumentech „bezpečnost a plynulost civilního letectví“. Má vazbu na státní úřady členských zemí, na jejich příslušná ministerstva a příslušné letecké úřady. Valná shromáždění ICAO s rozvojem letecké a komunikační techniky a s nárůstem objemu letecké přepravy osob neustále modernizuje letiště a letištní zabezpečovací zařízení ke zvýšení bezpečnosti leteckého provozu. Regionální úřady ICAO spolu s OSN a členskými státy ICAO pomáhají chudým zemím ve výstavbě nových řízených letišť, vyhovujících normám ICAO.

## Standardy ICAO
Mezi nejdůležitější standardy definované touto organizací patří především jednoznačné kódy letišť, leteckých dopravců a typů letadel, které se používají v oficiálních dokumentech a komunikaci.
Dále ICAO sjednotilo používání stanovených řízených i neřízených vzdušných prostorů ve třídách označených A až G. Většina vzdušných prostorů, A až E, jsou řízené prostory, určené především pro řízené lety podle přístrojů (IFR).